# Карапикуиба
Карапикуиба (порт. Carapicuíba) град је у Бразилу, у савезној држави Сао Пауло. Према процени из 2007. у граду је живело 379.566 становника.

## Становништво
Према процени из 2007. у граду је живело 379.566 становника.
| 1991.   | 2000.   |
| ------- | ------- |
| 283,661 | 344,596 |

## Партнерски градови
- Менађо